# Flautando
Flautando is een muziekterm in gebruik bij strijkinstrumenten. Het is een manier van het trilling brengen van de snaar door middel van de strijkstok. In plaats van de snaar bij de klankkast in trilling te brengen, gebeurt dat bij flautando aan het eind van de toets. Er ontstaat dan een fluitachtige klank. 
Flautando komt van het Italiaans flauto (fluit).

## Voorbeelden
- Helmut Lachenmann: Gran Torso
- Salvatore Sciarrino: Zes Capriccio's

## Bron
- The New Everyman Dictionary of Music